# Brandi Disterheft

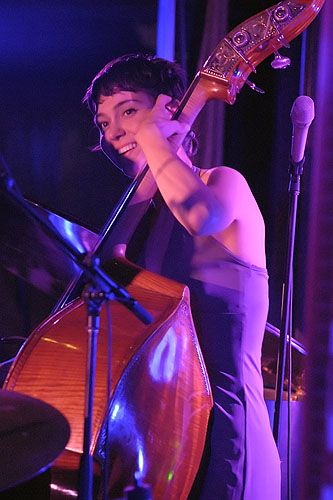
Brandi Disterheft, 2008

Brandi Disterheft (geb. 1980) is een Canadese jazz-bassist en -componist.
Disterheft, dochter van een jazzpianiste, groeide op in het District of North Vancouver, British Columbia. Ze won een beurs om naar Humber College in Toronto te gaan, waar ze studeerde onder Don Thompson. Ze studeerde ook onder Rufus Reid, Rodney Whitaker en Oscar Peterson, die haar basspel vergeleek met dat van zijn begeleider Ray Brown. Later ging ze naar New York, waar ze ging studeren bij Ron Carter. In 2007 kwam ze met haar eerste album, waarvoor ze een jaar later een Juno Award kreeg in de categorie 'Traditional Jazz Album of the Year'. In 2009 speelde ze bas op een plaat van Hank Jones en Oliver Jones. Dit album werd in 2011 genomineerd voor een Grammy.

## Discografie
als leider:
- Debut, Superfran Records, 2007
- Second Side, Justin Time Records, 2009
- Gratitude, Justin Time, 2012
- Blue Canvas, Justin Time, 2016

als sideman:
- Pleased to Meet You, Oliver Jones en Hanks Jones, Justin Time Records, 2009
- Night and Day. Vincent Hering, 2014